# Liste der Bodendenkmäler in Schliersee
Auf dieser Seite sind die Bodendenkmäler in der oberbayerischen Gemeinde Schliersee zusammengestellt. Diese Tabelle ist eine Teilliste der Liste der Bodendenkmäler in Bayern. Grundlage ist die Bayerische Denkmalliste, die auf Basis des Bayerischen Denkmalschutzgesetzes vom 1. Oktober 1973 erstmals erstellt wurde und seither durch das Bayerische Landesamt für Denkmalpflege geführt wird. Die folgenden Angaben ersetzen nicht die rechtsverbindliche Auskunft der Denkmalschutzbehörde.

## Bodendenkmäler der Gemeinde Schliersee

### Bodendenkmäler in der Gemarkung Schliersee
| Lage                  | Objekt | Akten-Nr.     | Bild |
| --------------------- | --- | ------------- | ---- |
| Schliersee (Standort) | Untertägige hoch- und spätmittelalterliche Befunde im Bereich der Burgruine Hohenwaldeck. Siehe auch: Burg Hohenwaldeck                                                                                            | D-1-8237-0003 |      |
| Schliersee (Standort) | Burgstall des späten Mittelalters (Hochburg). Siehe auch: Burg Hochburg | D-1-8237-0007 |      |
| Schliersee (Standort) | Uferrandsiedlung vorgeschichtlicher Zeitstellung. | D-1-8237-0008 |      |
| Schliersee (Standort) | Untertägige mittelalterliche und frühneuzeitliche Befunde im Bereich der Katholischen Pfarrkirche St. Sixtus in Schliersee und ihrer Vorgängerbauten. Siehe auch: St. Sixtus (Schliersee)                          | D-1-8237-0107 |      |
| Schliersee (Standort) | Untertägige mittelalterliche und frühneuzeitliche Befunde im Bereich der Katholischen Kapelle St. Georg in Schliersee. Siehe auch: St. Georg (Schliersee)                                                          | D-1-8237-0108 |      |
| Schliersee (Standort) | Untertägige spätmittelalterliche und frühneuzeitliche Befunde im Bereich der Katholischen Filial- und Wallfahrtskirche St. Leonhard in Fischhausen und ihres Vorgängerbaus. Siehe auch: St. Leonhard (Fischhausen) | D-1-8237-0113 |      |
| Schliersee (Standort) | Untertägige mittelalterliche und frühneuzeitliche Befunde im Bereich der Katholischen Filialkirche St. Martin in Westenhofen und ihrer Vorgängerbauten. Siehe auch: St. Martin (Westenhofen)                       | D-1-8237-0116 |      |